# Hambach (Rhénanie-Palatinat)
Pour les articles homonymes, voir Hambach.
Hambach est une municipalité du Verbandsgemeinde Diez, dans l'arrondissement de Rhin-Lahn, en Rhénanie-Palatinat, dans l'ouest de l'Allemagne.

## Population
Le village comptait 464 habitants le 1er janvier 2017 selon l'institut de statistiques Destatis, soit 168 hab./km2.